# Effet Misznay-Schardin

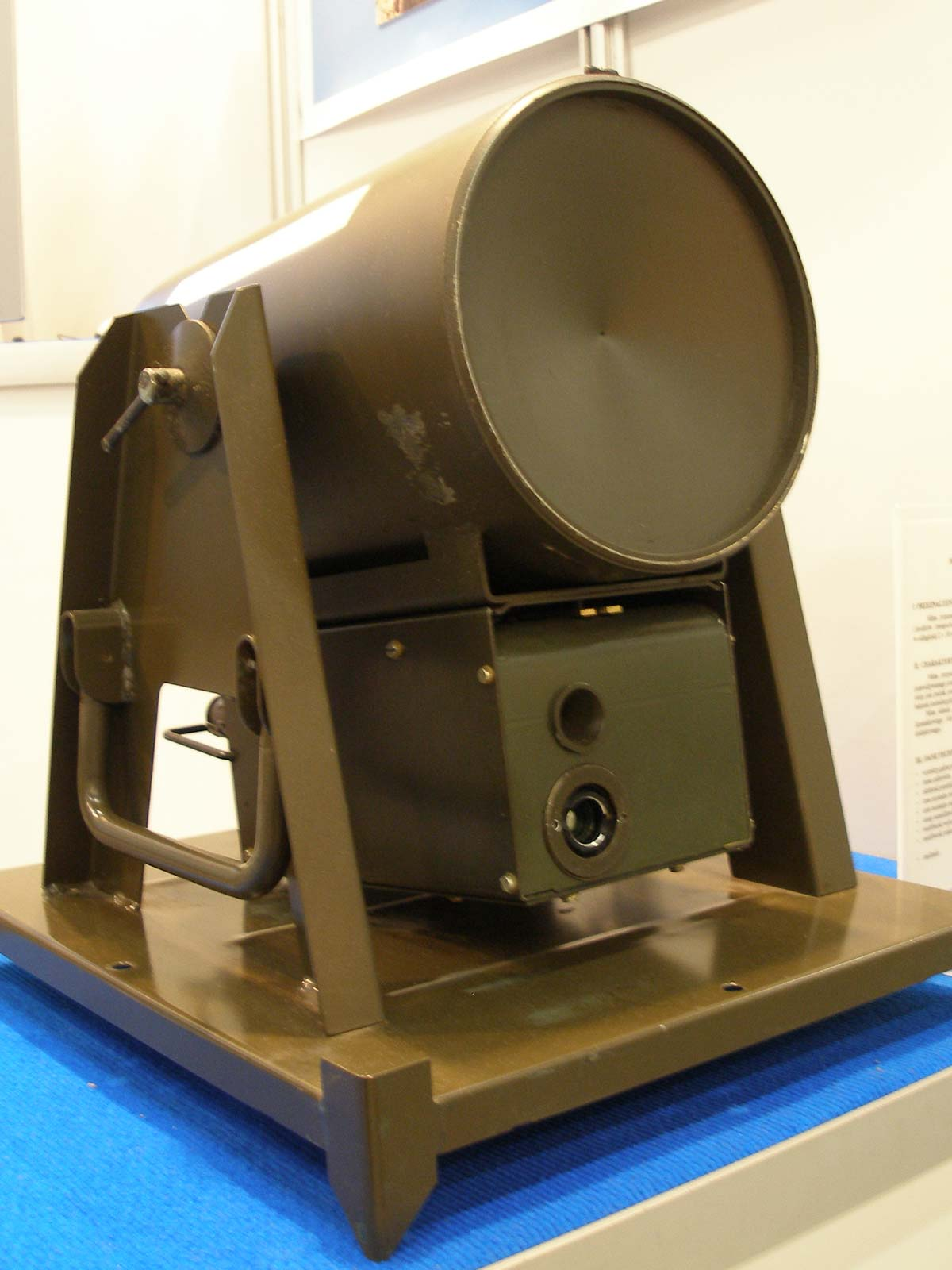
Mine MPB polonaise avec une surface cylindrique concave, ogive Misznay–Schardin

L'effet Misznay-Schardin ou effet plateau, est une caractéristique de la détonation d'une grande nappe d'explosif. Le souffle de l'explosion s'éloigne perpendiculairement à la surface d'un explosif.
Contrairement à l'explosion d'une charge explosive sphérique, qui se développe dans toutes les directions, l'explosion produite par une feuille explosive se développe principalement perpendiculaire à son plan, dans les deux sens. Si un côté est soutenu par un objet lourd ou fixe, la majorité du souffle de l'explosion (gaz en forte expansion possédant une forte énergie cinétique) sera envoyé dans la direction opposée.
Cet effet a été étudié et expérimenté par les experts en explosifs József Misznay, un Hongrois, et Hubert Schardin, un Allemand, qui avaient initialement cherché à développer une mine antichar plus efficace pour l'Allemagne nazie. Selon certaines sources, la Seconde Guerre mondiale a pris fin avant que ces mines fussent devenues utilisables, mais les deux chercheurs ont poursuivi leurs travaux. En fait, Misznay a conçu deux armes. La M 43 était une mine antichar, et la LŐTAK une mine directionnelle. L'armée hongroise a utilisé ces armes en 1944-1945.
La mine AT2 allemande, la mine MIACAH F1 française, la mine américaine Claymore et la mine yougoslave TMRP-6 entre autres utilisent cet effet.